# Thập niên 1350
Thập niên 1350 là thập niên diễn ra từ năm 1350 đến 1359.